# Bruno Stefanini

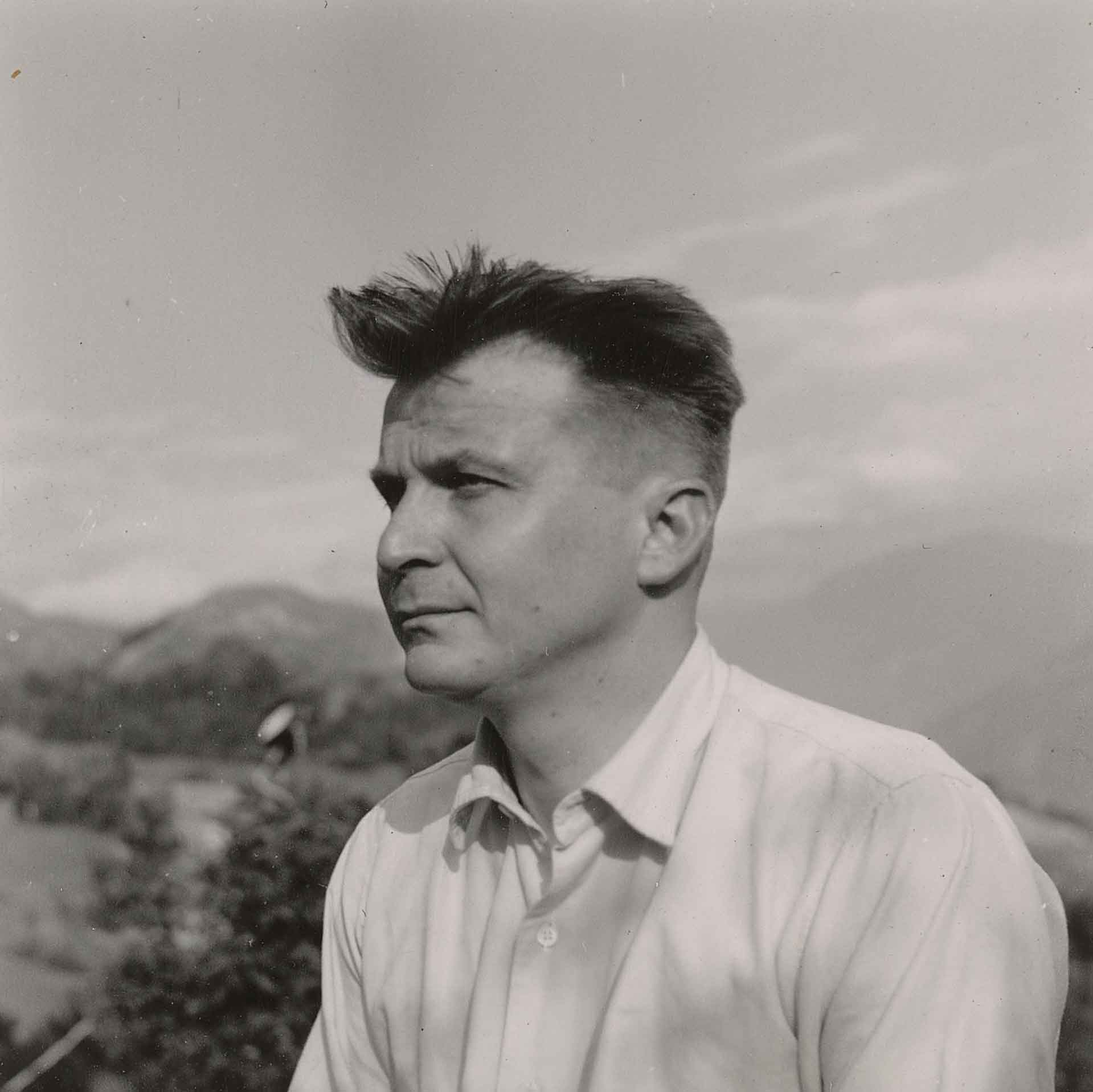
Bruno Stefanini (1950)

Bruno Stefanini (* 5. August 1924 in Winterthur; † 14. Dezember 2018 ebenda, heimatberechtigt ebenda) war ein Schweizer Immobilienbesitzer und Sammler von Kunst und Kulturgütern.

## Leben

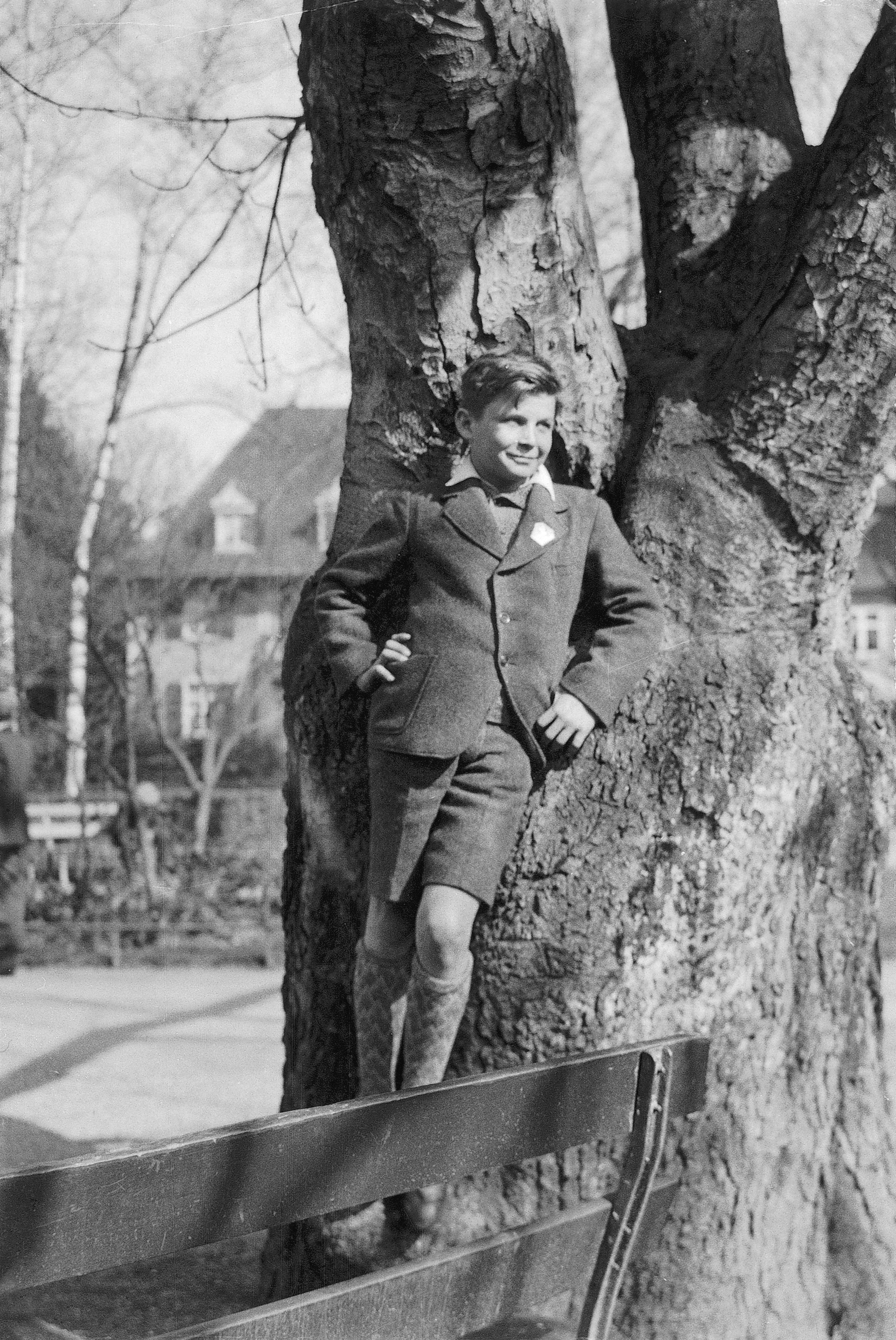
Der junge Bruno (ca. 1937)

Bruno Stefaninis Vater, ein Gastarbeiter aus Italien, führte von 1930 bis 1957 das Restaurant Salmen in der Marktgasse in Winterthur und wirkte als Präsident der «Copi», einer Genossenschaft italienischer Industriearbeiter, der das Restaurant gehörte. Im Zweiten Weltkrieg kaufte er Liegenschaften der Genossenschaft und schenkte seinen beiden Söhnen je eine. Bruno Stefanini flog mit 18 aus der Kantonsschule, als Sündenbock, weil bei einem Fest seiner Mittelschulverbindung in einer Friedhofskapelle eine Scheibe in Brüche gegangen war. Diese Ungerechtigkeit verzieh er seiner Heimatstadt nie.  Er schaffte aber die Matur und die Aufnahmeprüfung an der ETH Zürich, machte die Rekrutenschule und diente in der Armee bis zum Hauptmannsrang. Das Studium der Naturwissenschaften brach er zugunsten einer Karriere in der Immobilienbranche ab. Seine Immobilienfirma Terresta AG führte er im Nebengebäude seines Elternhauses, an der Marktgasse 47. Mit seriellem Bauen erstellte er billige Wohnungen in Blöcken und Hochhäusern, um die Nachfrage in der Wohnungskrise der 1960er-Jahre zu bedienen.

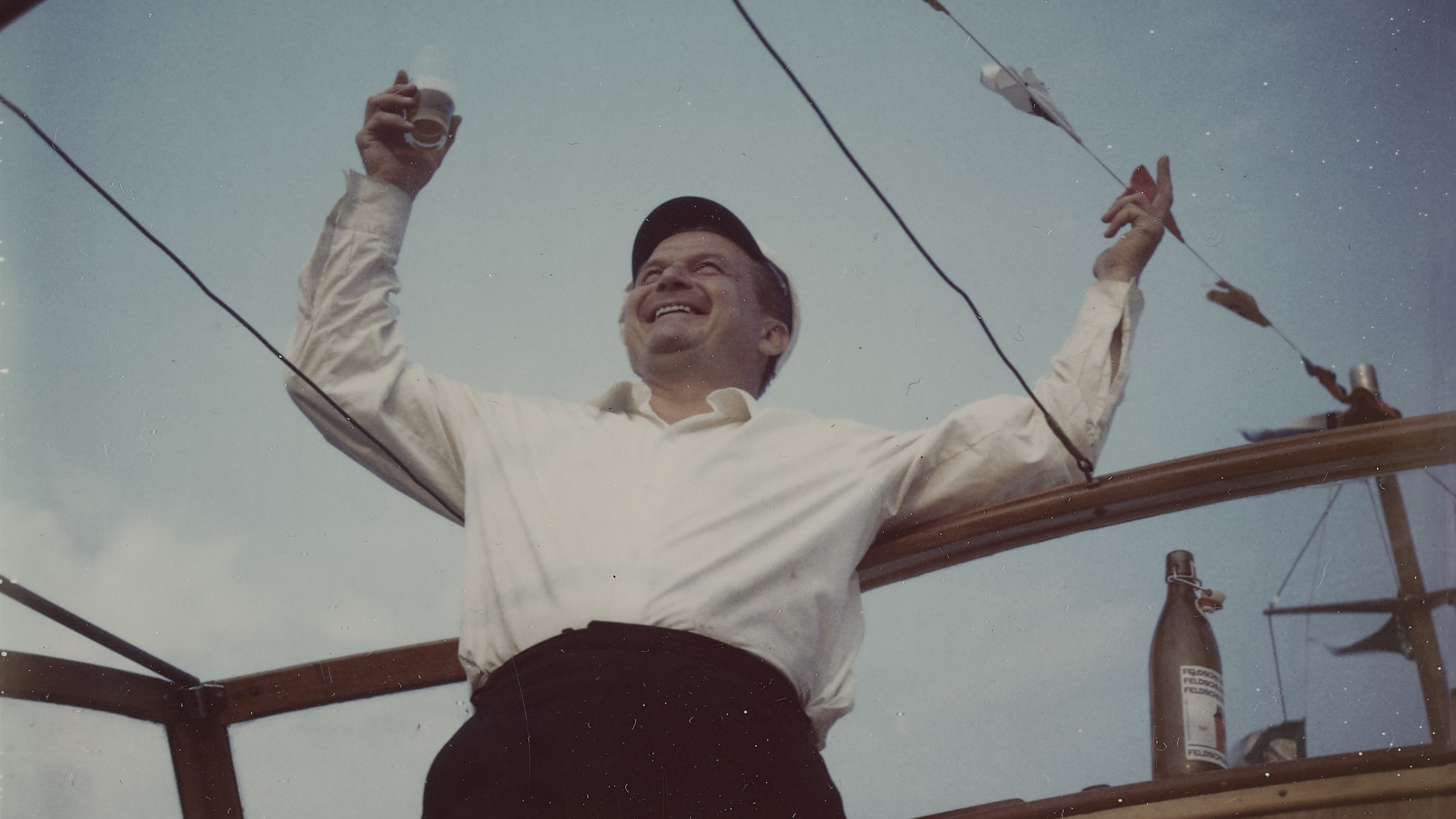
Bruno Stefanini auf seinem Motorboot auf dem Bodensee (1980)

Stefanini erwarb in der Stadt viele Liegenschaften; so gehörten ihm die Hälfte der Liegenschaften an der Steinberggasse in der Winterthurer Altstadt  sowie das Sulzer-Hochhaus. Weil er seine Liegenschaften verfallen liess, geriet er wegen mangelnder Kooperationsbereitschaft gegenüber der Stadt Winterthur immer wieder in die Schlagzeilen. 2009 liess die Stadt zwei Liegenschaften an der Steinberggasse wegen Gefahr für Passanten einrüsten. 2010 wollte er die Mieter die Wohnungen selbst vermessen lassen, da er offenbar diese Angaben nicht besass. Die in einem Beitrag des Mieterinnen- und Mieterverbands Zürich als „Nullkomfort-Logen“ bezeichneten Wohnungen wurden dafür zu geringen Preisen vermietet und erlaubten es „Leuten mit wenig Einkommen, ein bescheidenes Leben ohne grossen Erwerbszwang zu führen“.
Insgesamt besass Stefanini in der Schweiz schätzungsweise 280 Liegenschaften. 2002 versteuerte er aber laut einem Bericht von 10 vor 10 nur ein Vermögen von 1,6 Millionen Franken und Einnahmen in der Höhe von 200'000 Franken. Den grössten Teil seiner Vermögenswerte hatte er in seine 1980 gegründete Stiftung für Kunst, Kultur und Geschichte übertragen.
Bruno Stefanini lebte zurückgezogen und galt als medienscheu. Trotz seines Reichtums soll er jeweils in seinem Büro oder in einer seiner zahlreichen leerstehenden Liegenschaften übernachtet haben. Er arbeitete nach eigenen Aussagen sieben Tage in der Woche, ass meist Cervelat und Brot mit Bier und trug Kleider aus Secondhand-Läden. In seinem Unternehmen prüfte er jede einzelne Rechnung und schrieb eigenhändig Protokolle, selbst wenn es ein offizielles gab. Bruno Stefaninis letzter öffentlicher Auftritt fand im März 2014 an einer Vernissage des Kunstmuseums Bern statt.
An den Solothurner Filmtagen 2025 wurde der Dokumentarfilm Die Hinterlassenschaft des Bruno Stefanini von Thomas Haemmerli uraufgeführt.

## Audio
- Kultur Kunst  Inhalt 100 Jahre Bruno Stefanini - Der Sammler, der sein eigenes Chaos für eine Todsünde hielt, 34.28 Minunten, von  Oliver Kerrison 9. Februar 2024, Schweizer Radio und Fernsehen Zeitblende
- Das Erbe Bruno Stefaninis: Die größte Privatsammlung in der Schweiz 5.22 Minuten Audio-Version, von Kathrin Hondl, Deutschlandfunk 18. April 2025

## Film
- Die Hinterlassenschaft des Bruno Stefanini von Thomas Haemmerli, Kinodokumentarfilm 2025